# 蒙蒂阿祖尔
蒙蒂阿祖尔是巴西米纳斯吉拉斯州的一个市镇。总面积991.568平方公里，总人口22437人，人口密度22.6人/平方公里。